# Philippe Suchard
Philippe Suchard est un confiseur et entrepreneur suisse né le 9 octobre 1797 à Boudry et mort le 14 janvier 1884 à Neuchâtel, à l'origine des chocolats Suchard.

## Biographie

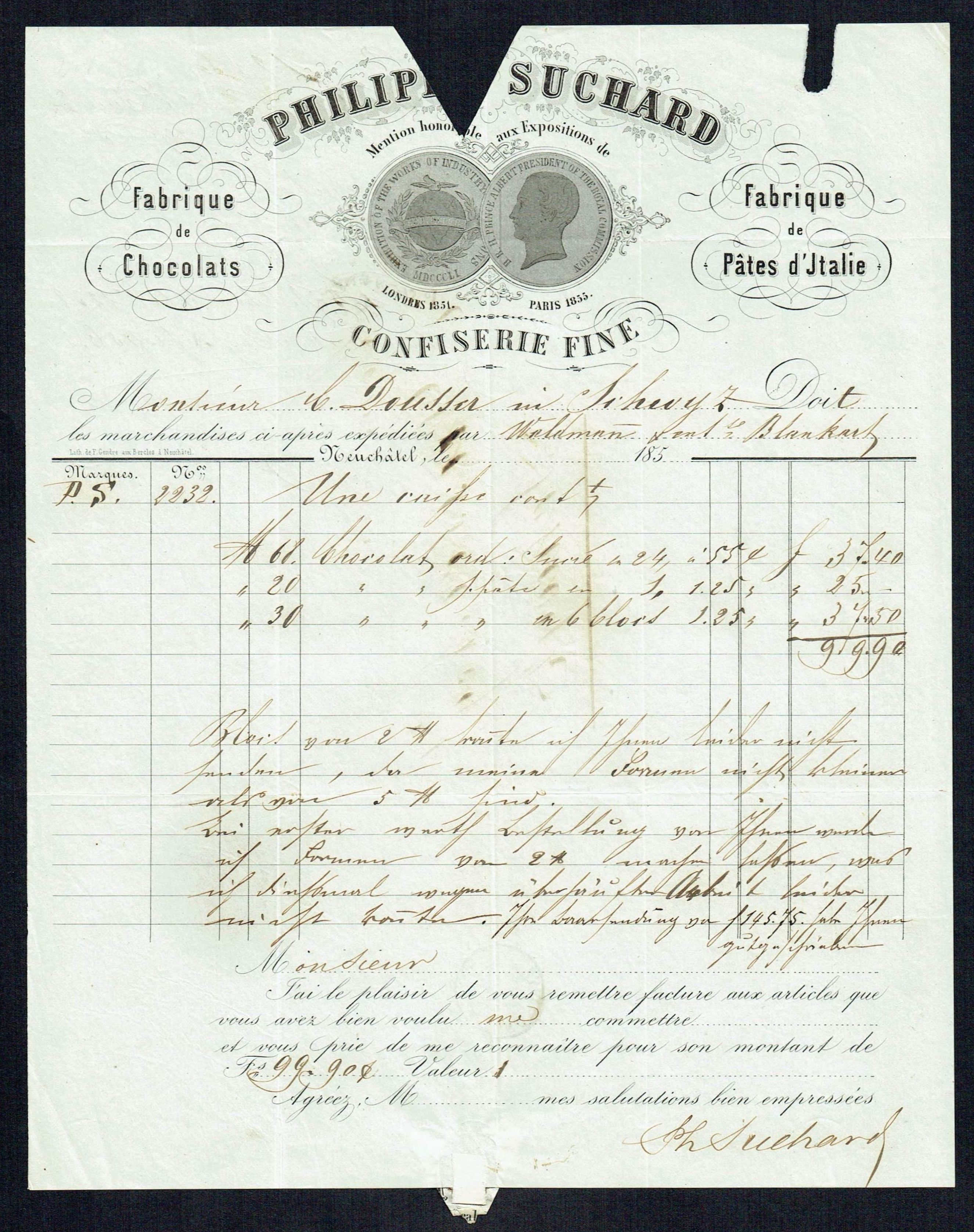
Facture de Philippe Suchard en date du 14 mai 1875 avec des médailles.

Touche à tout, Philippe Suchard père débute dans la confiserie en 1825 à Neuchâtel et se lance dans le chocolat à Serrières en 1826, date de la création de la fabrique de chocolat Suchard (à l'origine des Sugus) qu'il dirigera seul jusqu'en 1855, puis avec son fils Philippe.
La confiserie n'est pas le seul domaine auquel touche Philippe Suchard père. En 1834, il lance sur le lac de Neuchâtel le bateau à vapeur l'Industriel dont il est aussi le capitaine.
En 1837, il tente de développer à Serrières la culture des vers à soie. Une épidémie de pébrine en 1843 fait échouer cette tentative. Propriétaire entre 1841 et 1848 de la mine d'asphalte du Val de Travers, Philippe Suchard père, développe et fait connaître les Mines d'asphalte de la Presta  dans toute la Suisse romande et au-delà.
À la suite de son voyage aux États-Unis d'Amérique avec son ami Charles-Louis Favarger, il rédige en 1827 un livre en allemand sur son périple sous le pseudonyme de « S. von N. ». Il publie un ouvrage en français en 1868, nommé « Un voyage aux États-Unis d'Amérique il y a quarante ans ».
Il est membre de la loge maçonnique « La Bonne Harmonie » à Neuchâtel, appartenant à la Grande Loge suisse Alpina.
Philippe Suchard père, achète des terrains aux États-Unis et fonde avec son ami Charles-Louis Favarger la société Suchard, Favarger & Cie, qui préfigure l'éphémère colonie Alpina.
Passionné d'Orient, Philippe Suchard père fait construire sur sa maison à Serrières un minaret avec une seule fonction esthétique.

### Archives
- Fonds : Archives Suchard-Tobler. Neuchâtel : Archives de la Ville de Neuchâtel.
- Fonds Suchard-Tobler (1826-1990) [35 000 images]. Neuchâtel : Musée d'art et d'histoire (présentation en ligne).
- Fonds Suchard (1925-1996).  Cote : 100 supports films. La Chaux-de-Fonds : Bibliothèque de la Ville (présentation en ligne).